# 10512 Yamandu
10512 Yamandu este o planetă minoră (asteroid), cu un diametru de 9,966 km, din centura de asteroizi. A fost descoperită pe 2 octombrie 1989 la Observatorio de Cerro Tololo⁠(d) de Schelte J. Bus. 
Obiectul prezintă o orbită caracterizată de o semiaxă mare de 2,4193815 UAi, o excentricitate de 0,16, o înclinație de 3,61251 ° în raport cu ecliptica.